# سوخوی کاراسوک
سوخوی کاراسوک (به لاتین: Sukhoy Karasuk) یک منطقهٔ مسکونی در روسیه است که در جمهوری آلتای واقع شده‌است.